# Bupa
Bupa — британская компания, специализируется на медицинском страховании, обслуживая 17,9 млн клиентов, и медицинском обслуживании (13,6 млн пациентов), а также на домах престарелых (20 тысяч человек).

## История
British United Provident Association была основана в 1947 году объединением 17 региональных ассоциаций медицинского страхования; первые 30 лет ассоциацию возглавлял Эдуард Уэбб, до этого бывший членом колониальной администрации Танзании. В 1948 году в Великобритании была создана NHS, национальная система здравоохранения, предоставляющая бесплатное медицинское обслуживание, однако BUPA смогла выдержать конкуренцию, предлагая платное, но более качественное и быстрое обслуживание в частных клиниках. С 1957 года BUPA начала развивать сеть собственных госпиталей и клиник, как покупая существующие, иак и строя новые. К 1966 году в BUPA были застрахованы более млн британцев, вдвое больше, чем у ближайшего конкурента. Развивать деятельность в других странах ассоциация начала в 1971 году с Мальты, в 1976 году был открыт филиал в Гонконге. В 1988 году был куплен крупнейший частный медицинский страховщик Испании Sanitas. С 1993 года BUPA начала предлагать зубоврачебное страхование. В 1996 году BUPA начала работу в Ирландии, а в 2003 году в Австралии (купив местную компанию). В 2005 году была куплена базирующаяся в Майами компания Amedex, работающая а странах Латинской Америки. В 2012 году был куплен крупнейший частный оператор медицинских услуг Польши LUX MED.

## Деятельность
Из выручки 12,1 млрд фунтов за 2020 год страховые премии составили 8,9 млрд фунтов, 3,2 млрд — плата за медицинское обслуживание. Страховые выплаты составили 6,7 млрд фунтов.
Основные подразделения:
- Австралия и Новая Зеландия — 3,9 млн клиентов медицинского страхования и 1,4 млн — медицинского обслуживания; 39 % выручки.
- Европа и Латинская Америка — основными рынками являются Испания, Чили, Мексика, Бразилия, Польша, Турция; 3,9 млн клиентов медицинского страхования и 9 млн — медицинского обслуживания; 31 % выручки.
- Великобритания и глобальная деятельность — 2,7 млн клиентов медицинского страхования и 2,3 млн — медицинского обслуживания; 26 % выручки.
- Прочее — совместные предприятия в Саудовской Аравии, Индии, Гонконге и материковом Китае; 4 % выручки.

Медицинское страхование даёт 72 % выручки. На медицинское обслуживание приходится 20 % выручки, сеть компании включает 22 госпиталя, 390 клиник и около тысячи зубоврачебных кабинетов.